# La Grève des bàttu
La Grève des bàttu (titre alternatif : La Grève des bàttu ou Les Déchets humains) est le deuxième roman d'Aminata Sow Fall, publié en 1979 par les Nouvelles éditions africaines. À la fois peinture de mœurs et satire politique, il décrit la révolte des mendiants face à un homme politique qui les expulse de la ville, et les conséquences victorieuses de leur grève de la mendicité dans une société où l'aumône relève d'une double obligation religieuse et sociale.
Publié à l'origine à Dakar par les Nouvelles éditions africaines, il est republié en France en 2001 par le Serpent à plumes. Il obtient en 1980 le Grand prix littéraire d'Afrique noire.

## Titre
Le bàttu est un mot d'origine wolof désignant la calebasse servant de sébile aux mendiants, et par extension, il désigne les mendiants eux-mêmes qui l'utilisent pour quémander leur nourriture. Le sous-titre « Les Déchets humains » fait référence à une expression employée — avec sa variante « les encombrements humains » — sous la présidence de Léopold Sédar Senghor pour fustiger une population semblant présenter un risque pour le tourisme sénégalais.

## Résumé
Les mendiants, les estropiés, les lépreux, les enfants livrés à eux-mêmes, les plus pauvres, ont l'habitude de mendier avec leur sébile aux endroits les plus fréquentés de la ville (Dakar Kaolack, Thiès ou Louga). Ils se postent à proximité des mosquées, carrefours, passages piétons où les habitants - pratiquant l'islam ou devant faire des sacrifices pour obtenir une faveur - leur font l'aumône. Les autorités, soucieuses de l'image du pays vis-à-vis des touristes, font expulser cette population pauvre loin de la ville. En réaction, ceux-ci décident à l'unanimité de faire grève et de refuser l'aumône de quiconque. 
Le directeur du service de salubrité de la ville de Dakar, qui veut accéder à la vice-présidence, est enjoint par le marabout de donner aux pauvres, en sacrifice, des portions de mouton. L'éloignement des pauvres, qu'il a lui-même organisé, et leur refus de la moindre aumône va se retourner contre ses ambitions.

## Personnages
- Mour Ndiaye : directeur du service de salubrité de la ville de Dakar. Il a des ambitions politiques et va appliquer avec zèle une circulaire ministérielle qui enjoint d'expulser les mendiants et les pauvres à 200 km de Dakar, au motif qu'ils donnent une mauvaise image du pays.
- Lolli : femme de Mour Ndiaye, partagée entre soumission et envie de rébellion.
- Raabi : fille de Mour Ndiaye, opposée à la polygamie.
- Kéba Daboye : adjoint de Mour Ndiaye qui va éloigner les mendiants de la ville.
- Salla Niang : fille du chef des mendiants, qui reçoit les mendiants chez elle et en est la porte-parole.
- Gorgui Diop : vieil homme qui joue des saynètes comiques dans la rue pour obtenir des oboles.
- Nguirane Sarr : aveugle habillé avec soin, posté à proximité de la présidence. Il reçoit les aumônes des visiteurs superstitieux.
- Madiabel : ancien forgeron boiteux. Sa disparition marque les prémices de la grève.
- Serigne Birama : marabout qui professe l'aumône (la Zakât) à Mour Ndiaye.

## Style
Le style adopté par Aminata Sow Fall, avec un recours à des tournures plus proches du style oral que d'un français littéraire conventionnel, marque une rupture dans la littérature sénégalaise. L'humour du roman est souligné,.

## Réception critique
Dans Bantoozone, Brice Emery Mbendje conclut « l'exploration des multiples dimensions du vécu corporel » dans La Grève des bàttu, que l'auteure nous fait comprendre l'importance de tous les êtres humains dans la cité, quels qu'ils soient. Il souligne qu'elle décrit les réactions humaines des différents habitants, les motifs économiques qui régissent les décisions et la perspicacité des personnes exclues. Mbendje compare la forte moralité présente dans le texte à celle des Fables de La Fontaine. 
Marien Fauney Ngombé d'Afrolivresque note que la grève est pour l'auteure le moyen d'« illustrer un propos : l’importance des miséreux dans une société. » et fait également référence à une fable. La rédaction de « Livres ouverts » d'ATD Quart monde résume le livre  comme « une fable cinglante, joliment contée, sans méchanceté, avec parfois même de la drôlerie, de la mansuétude. ».

## Adaptation cinématographique
- 2000 : Bàttu, réalisé par Cheick Oumar Sissoko, 105 min[9].